# Pallacanestro femminile ai XVI Giochi dei piccoli stati d'Europa
La pallacanestro femminile ai XVI Giochi dei piccoli stati d'Europa si è svolta dal 2 al 6 giugno 2015 a Reykjavík: al torneo hanno partecipato quattro squadre nazionali europee di stati con meno di un milione di abitanti.

## Regolamento
Le squadre hanno disputato una fase unica con la formula del girone all'italiana.

## Squadre partecipanti
| Squadra     | Qualificazione      | Ultima partecipazione |
| ----------- | ------------------- | --------------------- |
| Islanda     | Paese organizzatore | Lussemburgo 2013      |
| Lussemburgo | -                   | Lussemburgo 2013      |
| Malta       | -                   | Lussemburgo 2013      |
| Monaco      | -                   | Cipro 1989            |

## Torneo

### Risultati
| Reykjavík 2 giugno 2015, ore 12:00 | Lussemburgo | 88 – 55 | Monaco | Laugardalshöll |

| Reykjavík 2 giugno 2015, ore 19:30 | Islanda | 83 – 73 | Malta | Laugardalshöll |

| Reykjavík 3 giugno 2015, ore 19:30 | Lussemburgo | 64 – 52 | Malta | Laugardalshöll |

| Reykjavík 4 giugno 2015, ore 17:00 | Islanda | 81 – 55 | Monaco | Laugardalshöll |

| Reykjavík 5 giugno 2015, ore 21:30 | Monaco | 41 – 72 | Malta | Laugardalshöll |

| Reykjavík 6 giugno 2015, ore 13:30 | Islanda | 54 – 59 | Lussemburgo | Laugardalshöll |

### Classifica
| Pos. | Squadra     | Pt | G | V | P | PF  | PS  | DP  |
| ---- | ----------- | -- | - | - | - | --- | --- | --- |
| 1.   | Lussemburgo | 6  | 3 | 3 | 0 | 211 | 151 | +60 |
| 2.   | Islanda     | 5  | 5 | 2 | 1 | 218 | 187 | +31 |
| 3.   | Malta       | 4  | 3 | 1 | 2 | 187 | 199 | -12 |
| 4.   | Monaco      | 3  | 3 | 0 | 3 | 151 | 241 | -90 |